# Museum Küppersmühle
Pour les articles homonymes, voir MKM.

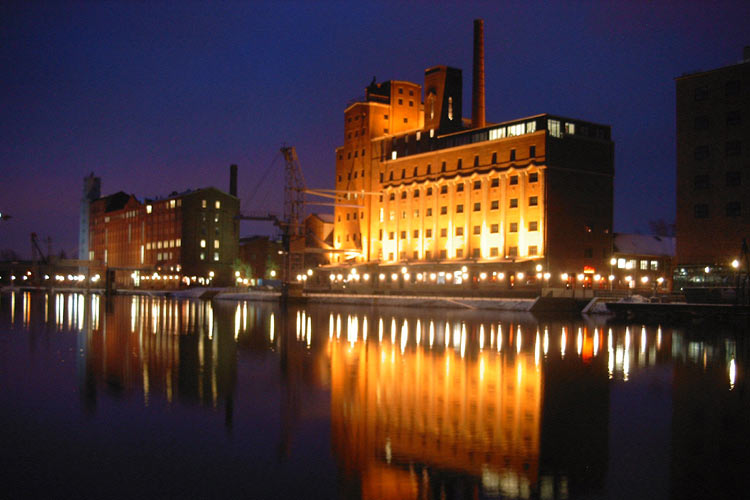
Entrepôts du Küppersmühle et du Werhahnmühle.

Le Museum Küppersmühle (MKM) est un centre d'art moderne et contemporain basé dans le port intérieur de Duisburg, dans le Land de Rhénanie-du-Nord-Westphalie, en Allemagne.
Le musée abrite la collection Ströher et fait partie de la section « Duisburg : ville et port » (de) de la Route du patrimoine industriel (de) (Route der Industriekultur) de la Ruhr.

## Histoire
Construit en 1860 par le principal industriel local Wilhelm Vedder, le bâtiment d'origine est profondément réaménagé entre 1908 et 1916. Des silos en acier sont ajoutés dans les années 1930. En 1969, la fusion de Werner & Nicola Germania Mühlenwerke avec les Küppers Mühlenwerken à Homberg donne naissance au nom « Küppersmühle ». L'installation ferme ses portes en 1972.
En 1999, une subvention de 35 millions de DM (19 millions de dollars) de l'autorité locale de Duisburg est utilisée pour créer le musée Grothe afin d'exposer une partie de la collection d'art du promoteur immobilier Hans Grothe. Le musée ouvre officiellement ses portes en avril 1999.
En 1999, le bâtiment d'origine est repensé par les architectes suisses Herzog & de Meuron, à partir d'un plan directeur conçu par Norman Foster. Après avoir vidé le bâtiment industriel d'origine, un espace d'exposition de 3 600 m2 (38 750,1 pi2) est créé sur trois étages. Avec des plafonds de 6 mètres de haut, la lumière naturelle du basalte turc gris est fournie par les fentes des fenêtres jusqu'au plafond. Le bâtiment est desservi par un escalier extérieur accolé au bâtiment d'origine.
De 2013 à 2021, Herzog & de Meuron planifie et réalise une extension de 2 500 m2 (26 910 pi2). Divisé en trois parties, le nouvel ajout contient des salles d'exposition, ainsi que des services publics et des installations de manipulation d'œuvres d'art réparties sur cinq étages.
Walter Smerling (de) en est le directeur depuis 1999.

## Film documentaire
- Museums-Check (de) avec Markus Brock (de) : Museum Küppersmühle für Moderne Kunst, Duisburg, 30 minutes, première diffusion : 24 avril 2022 sur 3sat[6]